# Franz Kiderle
Franz Kiderle (* 28. November 1816 in Prag, Böhmen; † 28. August 1884 in Stein, Gemeinde Gleink (heute Stadt Steyr)) war Gutsbesitzer, Notar und Abgeordneter zum Österreichischen Abgeordnetenhaus.

## Leben
Franz Kiderle war Sohn des Sattlers Sebastian Kiderle († 1846). Er studierte von 1836 bis 1840 Rechtswissenschaft an der Universität Prag und wurde danach im Jahr 1842 Rechtspraktikant am Magistrat Steyr. Im Jahr 1844 war er am Pfleggericht Garsten und im gleichen Jahr Pfleger der Herrschaft Gleink. Im Jahr 1850 wurde er Bezirksgerichtsadjunkt in Grieskirchen und letztendlich ab 1851 Notar in Steyr. Im Jahr 1883 ging er in den Ruhestand. Ab 1851 war er auch Besitzer des Guts Resthof (oder Roßhof) in Stein.
Er war im Jahr 1857 Mitgründer der Sparkasse Steyr und war auch 16 Jahre Obmann des landwirtschaftlichen Bezirksvereins Steyr.
Franz Kiderle war von 1862 bis 1867 Mitglied im Oberösterreichischen Landtag (I. Wahlperiode), als Abgeordneter der Landgemeinden (Wahlbezirk Steyr). Von 1850 bis 1873 war er Bürgermeister von Gleink. Ihm wurde auch das Ritterkreuz des Franz-Joseph-Ordens verliehen.
Er starb am 28. August 1884 im Alter von 67 Jahren an einer Herzlähmung (heute Herzinfarkt).
Er war römisch-katholisch und ab 1851 verheiratet mit Anna Springer, mit der er eine Tochter und einen Sohn hatte.

## Politische Funktionen
Franz Kiderle war vom 17. Juni 1863 bis zum 20. September 1865 Abgeordneter des Abgeordnetenhauses im Reichsrat (I. Legislaturperiode) und war dort für die Kurie Oberösterreich, Landgemeinden (Linz, Ottensheim, Urfahr, Grein, Pregarten, Mauthausen, Perg, Freistadt, Weißenbach, Leonfelden, Rohrbach, Neufelden, Lembach, Haslach, Aigen, Wels, Eferding, Grieskirchen, Waizenkirchen, Lambach, Steyr, Weyer, Kremsmünster, St. Florian, Neuhofen, Enns, Kirchdorf, Grünburg, Windischgarsten) zuständig. Er war der Nachfolger des verstorbenen August Edlbacher.